# Крекінг-установки у Весселінгу (Lyondell)
Крекінг-установки у Весселінгу (Lyondell) — складові частини виробничого майданчика нафтохімічного спрямування, розташованого на заході Німеччини за кілька кілометрів на південь від околиці Кельна.
На початку 1950-х німецький хімічний концерн BASF та енергетичний гігант Shell створили спільне підприємство Rheinische Olefinwerke (ROW), що мало спеціалізуватися на випуску продукції з олефінів. Введене в експлуатацію у 1955-му з річною потужністю 10 тисяч тонн поліетилену та 12 тисяч тонн етилбензену (сировина для стиролу), воно спершу споживало етилен, постачений з сусіднього майданчику компанії Union Kraftstoff.
У наступні кілька років можливості ROW стрімко зростали (вже у 1963-му вона могла продукувати 190 тисяч тонн поліетилену), при цьому компанія почала виробляти власну базову сировину у великих обсягах — так, уже в 1970-му майданчик мав потужність по етилену 680 тисяч тонн. А станом на середину 2010-х тут діють дві установки парового крекінгу з показниками 735 та 305 тисяч тонн.
На початку 2000-х потужність майданчику з випуску поліетилену сягнула 1150 тисяч тонн, а в 2004-му стала до ладу ще одна лінія з річним показником 320 тисяч тонн. Для продукування такої кількості полімеру й далі закуповували олефін у сусіднього піролізного виробництва, крім того, ще з 1970-х років район мав доступ до інших постачальників через етиленопровід ARG.
Обидві установки використовують важку сировину — більш потужна газовий бензин з невеликою часткою бутану (90 % та 10 % відповідно), а менша газойль. Це призводить до значного виходу більш важких, аніж етилен, ненасичених вуглеводнів. Так, станом на 2006-й тут могло продукуватись 475 тисяч тонн пропілену, при цьому діяло кілька ліній полімеризації у поліпропілен загальною потужністю 550 тисяч тонн на рік (найменші дві з сумарним показником у 90 тисяч тонн були зупинені в 2012-му).
Ще одним продуктом майданчику є бутадієн, який активно використовується для виробництва синтетичного каучуку. Станом на середину 1980-х у Весселінгу випускали 150 тисяч тонн цього діолефіну. На початку 2010-х оголосили про розширення цього напряму з доведенням потужності до 238 тисяч тонн бутадієну на рік.
Можливо також відзначити, що з середини 2000-х власником колишнього спільного підприємства BASF та Shell є американська LyondellBasell.